# Gayralia
Gayralia, rod zelenih algi smješten u vlastitu porodicu Gayraliaceae, dio razreda Ulvophyceae. Postoje dvije vrste od kojih tipična G. oxysperma, uobičajena je u morskoj vodi, ali je uočena i u bočatim i slatkim vodama u blizini mora. Druga vrsta iz južnog Brazila je isključivo morska, opisana je 2013. po primjerku iz zaljeva Guaratuba, država Paraná.

## Vrste
1. Gayralia brasiliensis Pellizzari, M.C.Oliveira & N.S.Yokoya
2. Gayralia oxysperma (Kützing) K.L.Vinogradova ex Scagel et al.